# Мельничная Поляна
Мельничная Поляна (чув. Арман Ӗшни) — посёлок в Кошкинском районе Самарской области.
Входит в состав сельского поселения Новая Кармала.

## География
Посёлок расположен в лесах в правобережье Большого Черемшана на крайнем севере области, в 9 км к северо-западу от села Новая Кармала, в 31 км от села Кошки, в 47 км к северо-востоку от Димитровграда и в 135 км к северу от Самары. Находится в 350 м от реки, примыкает к границе с Татарстаном.
Автомобильных дорог нет.

## История
Посёлок основан переселенцами из чувашско-мордовского села Старая Кармала.
Дома строили на большой лесной поляне за излучиной реки Большой Черемшан, с быстрым течением. Когда-то здесь была водяная мельница, давшая название посёлку.
В 60-х годах XX века Мельничная Поляна насчитывала семь дворов. В советские годы электричество вырабатывала дизельная электростанция. Сейчас посёлок не электрифицирован.
На 1 января 2009 года — 1 двор, 2 человека: семья Дубовых — Василий Петрович и Клавдия Дементьевна (Ендемирова).

## Население
| 2010 |
| ---- |
| 2    |